# Máximo González
Máximo González Mereira (ur. 20 lipca 1983 w Tandil) – argentyński tenisista, reprezentant kraju w Pucharu Davisa, olimpijczyk z Rio de Janeiro (2016) i Paryża (2024).

## Kariera tenisowa
Karierę profesjonalną rozpoczął w 2002 roku.
W grze podwójnej González wygrał dziewiętnaście turniejów rangi ATP Tour z dwudziestu siedmiu rozegranych finałów.
W swojej karierze wygrał 17 singlowych oraz 29 deblowych turniejów cyklu ATP Challenger Tour. Ponadto zwyciężył w 7 singlowych oraz 8 deblowych turniejach z serii ITF.
W 2016 wystąpił w turnieju gry podwójnej na igrzyskach olimpijskich w Rio de Janeiro, osiągając 2. rundę. Osiem lat później podczas igrzysk olimpijskich w Paryżu, startując w parze z Andrésem Moltenim odpadł w pierwszej rundzie turnieju deblowego. Zagrał również w Paryżu w mikście, przegrywając w pierwszym meczu, razem z Nadią Podoroską.
Od 2017 roku reprezentuje Argentynę w rozgrywkach Pucharu Davisa.
W rankingu gry pojedynczej González najwyżej był na 58. miejscu (6 czerwca 2009), a w klasyfikacji gry podwójnej na 10. pozycji (11 września 2023).

### Finały w turniejach ATP Tour
| Legenda                                      |
| -------------------------------------------- |
| Wielki Szlem                                 |
| Igrzyska olimpijskie                         |
| Tennis Masters Cup / ATP Finals              |
| ATP Masters Series / ATP Tour Masters 1000   |
| ATP International Series Gold / ATP Tour 500 |
| ATP International Series / ATP Tour 250      |

#### Gra podwójna (19–8)
| Końcowy wynik | Nr  | Data                 | Turniej        | Nawierzchnia   | Partner           | Przeciwnicy                                    | Wynik finału         |
| ------------- | --- | -------------------- | -------------- | -------------- | ----------------- | ---------------------------------------------- | -------------------- |
| Finalista     | 1.  | 3 lutego 2008        | Viña del Mar   | Ceglana        | Juan Mónaco       | José Acasuso Sebastián Prieto                  | 1:6, 0:3 krecz       |
| Zwycięzca     | 1.  | 20 kwietnia 2008     | Walencja       | Ceglana        | Juan Mónaco       | Travis Parrott Filip Polášek                   | 7:5, 7:5             |
| Zwycięzca     | 2.  | 25 lipca 2015        | Umag           | Ceglana        | André Sá          | Mariusz Fyrstenberg Santiago González          | 4:6, 6:3, 10–5       |
| Zwycięzca     | 3.  | 9 kwietnia 2016      | Marrakesz      | Ceglana        | Guillermo Durán   | Marin Draganja Aisam-ul-Haq Qureshi            | 6:2, 3:6, 10–6       |
| Zwycięzca     | 4.  | 4 marca 2018         | São Paulo      | Ceglana        | Federico Delbonis | Wesley Koolhof Artem Sitak                     | 6:4, 6:2             |
| Finalista     | 2.  | 10 lutego 2019       | Córdoba        | Ceglana        | Horacio Zeballos  | Roman Jebavý Andrés Molteni                    | 4:6, 6:7(4)          |
| Zwycięzca     | 5.  | 17 lutego 2019       | Buenos Aires   | Ceglana        | Horacio Zeballos  | Diego Schwartzman Dominic Thiem                | 6:1, 6:1             |
| Zwycięzca     | 6.  | 24 lutego 2019       | Rio de Janerio | Ceglana        | Nicolás Jarry     | Thomaz Bellucci Rogério Dutra Silva            | 6:7(3), 6:3, 10–7    |
| Zwycięzca     | 7.  | 3 marca 2019         | São Paulo      | Ceglana (hala) | Federico Delbonis | Luke Bambridge Jonny O’Mara                    | 6:4, 6:3             |
| Finalista     | 3.  | 28 czerwca 2019      | Eastbourne     | Trawiasta      | Horacio Zeballos  | Juan Sebastián Cabal Robert Farah              | 6:3, 6:7(4), 6–10    |
| Zwycięzca     | 8.  | 18 stycznia 2020     | Adelaide       | Twarda         | Fabrice Martin    | Ivan Dodig Filip Polášek                       | 7:6(12), 6:3         |
| Zwycięzca     | 9.  | 14 marca 2021        | Santiago       | Ceglana        | Simone Bolelli    | Federico Delbonis Jaume Munar                  | 7:6(4), 6:4          |
| Finalista     | 4.  | 22 maja 2021         | Genewa         | Ceglana        | Simone Bolelli    | John Peers Michael Venus                       | 2:6, 5:7             |
| Zwycięzca     | 10. | 29 maja 2021         | Parma          | Ceglana        | Simone Bolelli    | Oliver Marach Aisam-ul-Haq Qureshi             | 6:3, 6:3             |
| Zwycięzca     | 11. | 26 czerwca 2021      | Santa Ponça    | Trawiasta      | Simone Bolelli    | Novak Đoković Carlos Gómez-Herrera             | walkower             |
| Finalista     | 5.  | 1 maja 2022          | Estoril        | Ceglana        | André Göransson   | Nuno Borges Francisco Cabral                   | 2:6, 3:6             |
| Finalista     | 6.  | 21 maja 2022         | Lyon           | Ceglana        | Marcelo Melo      | Ivan Dodig Austin Krajicek                     | 3:6, 4:6             |
| Zwycięzca     | 12. | 16 października 2022 | Gijón          | Twarda (hala)  | Andrés Molteni    | Nathaniel Lammons Jackson Withrow              | 6:7(6), 7:6(4), 10–5 |
| Zwycięzca     | 13. | 12 lutego 2023       | Córdoba        | Ceglana        | Andrés Molteni    | Sadio Doumbia Fabien Reboul                    | 6:4, 6:4             |
| Zwycięzca     | 14. | 26 lutego 2023       | Rio de Janeiro | Ceglana        | Andrés Molteni    | Juan Sebastián Cabal Marcelo Melo              | 6:1, 7:6(3)          |
| Zwycięzca     | 15. | 23 kwietnia 2023     | Barcelona      | Ceglana        | Andrés Molteni    | Wesley Koolhof Neal Skupski                    | 6:3, 6:7(8), 10–4    |
| Zwycięzca     | 16. | 6 sierpnia 2023      | Waszyngton     | Twarda         | Andrés Molteni    | Mackenzie McDonald Ben Shelton                 | 6:7(4), 6:2, 10–6    |
| Zwycięzca     | 17. | 20 sierpnia 2023     | Cincinnati     | Twarda         | Andrés Molteni    | Jamie Murray Michael Venus                     | 3:6, 6:1, 11–9       |
| Zwycięzca     | 18. | 11 lutego 2024       | Córdoba        | Ceglana        | Andrés Molteni    | Sadio Doumbia Fabien Reboul                    | 6:4, 6:1             |
| Zwycięzca     | 19. | 21 kwietnia 2024     | Barcelona      | Ceglana        | Andrés Molteni    | Hugo Nys Jan Zieliński                         | 4:6, 6:4, 11–9       |
| Finalista     | 7.  | 13 października 2024 | Szanghaj       | Twarda         | Andrés Molteni    | Wesley Koolhof Nikola Mektić                   | 4:6, 4:6             |
| Finalista     | 8.  | 2 marca 2025         | Santiago       | Ceglana        | Andrés Molteni    | Nicolás Barrientos Rithvik Choudary Bollipalli | 3:6, 2:6             |